# 6434 Jewitt
A 6434 Jewitt (ideiglenes jelöléssel 1981 OH) a Naprendszer kisbolygóövében található aszteroida. Edward L. G. Bowell fedezte fel 1981. július 26-án.